# Mycosphaerella phaseoli
Mycosphaerella phaseoli är en svampart som beskrevs av Chona & Munjal 1956. Mycosphaerella phaseoli ingår i släktet Mycosphaerella och familjen Mycosphaerellaceae.   Inga underarter finns listade i Catalogue of Life.